# Ketanji Brown Jacksonová
Ketanji Brown Jacksonová, nepřechýleně Jackson (* 14. září 1970, Washington, D.C.), je americká soudkyně. Je členkou Nejvyššího soudu Spojených států.

## Životopis
Ketanji Brownová se narodila do rodiny, kde otec byl právníkem a matka ředitelkou školy. Vyrostla v Miami, vystudovala Harvardovu univerzitu.
Pracovala jako advokátka ex offo a má praxi z několika advokátních kanceláří. Od roku 2013 byla federální soudkyní.
V únoru 2022 ji americký prezident Joe Biden navrhl jako svou kandidátku do Nejvyššího soudu USA. V dubnu téhož roku schválil její nominaci Senát. Funkce se se ujala v létě 2022 poté, co člen liberálního křídla soudu Stephen Breyer odešel do důchodu. Ketanji Brownová je první Afroameričankou (a šestou ženou) v této funkci (prvním černochem v této funkci se stal v roce 1967 Thurgood Marshall, nominovaný prezidentem Lyndonem Johnsonem).
Stejně jako soudce Breyer patří k liberálnějším soudcům. Převaha konzervativců u Nejvyššího soudu (šest ku třem) se tedy jejím příchodem nezměnila.

### Osobní život
V roce 1996 se Ketanji Brownová provdala za chirurga Patricka Jacksona, mají spolu dvě dcery. Sňatkem se stala příbuznou bývalého předsedy Sněmovny reprezentantů, republikána Paula Ryana.